# Coupe RDS
Coupe RDS (ang. RDS Cup) – nagroda przyznawana każdego sezonu najlepszemu debiutantowi sezonu w kanadyjskiej lidze juniorskiej w hokeju na lodzie QMJHL.

## Lista zwycięzców
- 2016–2017 Nico Hischier, Halifax Mooseheads
- 2015–2016 Witalij Abramow, Gatineau Olympiques
- 2014–2015 Dmytro Timashov, Québec Remparts
- 2013–2014 Nikolaj Ehlers, Halifax Mooseheads
- 2012–2013 Walentin Zykow, Baie-Comeau Drakkar
- 2011–2012 Michaił Grigorienko, Québec Remparts
- 2010–2011 Charles Hudon, Chicoutimi Saguenéens
- 2009–2010 Petr Straka, Rimouski Océanic
- 2008–2009 Dmitrij Kulikow, Drummondville Voltigeurs
- 2007–2008 Olivier Roy, Cape Breton Screaming Eagles
- 2005–2007 Jakub Voráček, Halifax Mooseheads
- 2005–2006 Ondřej Pavelec, Cape Breton Screaming Eagles
- 2004–2005 Derick Brassard, Voltigeurs de Drummondville
- 2003–2004 Sidney Crosby, Océanic de Rimouski
- 2002–2003 Petr Vrána, Halifax Mooseheads
- 2001–2002 Benoit Mondou, Drakkar de Baie-Comeau
- 2000–2001 Pierre-Marc Bouchard, Saguenéens de Chicoutimi
- 1999–2000 Christopher Montgomery, Rocket de Montréal
- 1998–1999 Ladislav Nagy, Halifax Mooseheads
- 1997–1998 Mike Ribeiro, Huskies de Rouyn-Noranda
- 1996–1997 Vincent Lecavalier, Océanic de Rimouski
- 1995–1996 Nie przyznano
- 1994–1995 Steve Brule, Lynx de Saint-Jean
- 1993–1994 Christian Matte, Bisons de Granby
- 1992–1993 Ian Laperriere, Voltigeurs de Drummondville
- 1992–1993 Martin Lapointe, Titan de Laval
- 1991–1992 Alexandre Daigle, Tigres de Victoriaville

## Nagrodzeni w latach 1970-1980
Poprzednio najlepszy pierwszoroczniak ligi był nagradzany trofeum Michel Bergeron Trophy (obecnie honoruje najlepszych ofensywnych debiutantów).
| Sezon     | Zawodnik          | Klub                    |
| --------- | ----------------- | ----------------------- |
| 1979-1980 | Dale Hawerchuk    | Cornwall Royals         |
| 1978-1979 | Alain Grenier     | Laval National          |
| 1977-1978 | Denis Savard      | Montreal Juniors        |
| 1977-1978 | Normand Rochefort | Trois-Rivières Draveurs |
| 1976-1977 | Rick Vaive        | Sherbrooke Castors      |
| 1975-1976 | Jean-Marc Bonamie | Shawinigan Dynamos      |
| 1974-1975 | Denis Pomerleau   | Hull Festivals          |
| 1973-1974 | Mike Bossy        | Laval National          |
| 1972-1973 | Pierre Larouche   | Sorel Éperviers         |
| 1971-1972 | Bob Murray        | Cornwall Royals         |
| 1970-1971 | Bob Murphy        | Cornwall Royals         |
| 1969-1970 | Serge Martel      | Verdun Maple Leafs      |